# Paryphanta
Paryphanta ist der Name einer Gattung räuberisch lebender Schnecken aus der Familie Rhytididae in der Unterordnung der Landlungenschnecken (Stylommatophora), die in Neuseeland verbreitet sind. Während früher auch sämtliche Arten der Gattung Powelliphanta in dieser Gattung zusammengefasst wurden, werden heute nur noch zwei Arten – Paryphanta busbyi und Paryphanta watti – zu dieser Gattung gezählt.

## Merkmale
Das stets genabelte Gehäuse der Schnecken in der Gattung Paryphanta ist meist abgeflacht und grünlichbraun bis schwärzlich gefärbt. Während die Kalkschicht dünn ist, gibt es ein kräftiges Periostracum aus Conchin, das sie Gehäusemündung überdeckt. Die Radula hat meist einen Mittelzahn und zahlreiche einspitzige Seitenzähne. Wie bei den anderen Rhytididae fehlen Kiefer. Der Fuß ist breit und läuft am Ende oval aus.

## Verbreitung und Vorkommen
Die Schnecken der Gattung Paryphanta sind in Neuseeland verbreitet.

## Lebenszyklus
Die Schnecken der Gattung Paryphanta sind wie alle Lungenschnecken Zwitter. Nachdem sich zwei Schnecken gepaart und ihr Sperma ausgetauscht haben, legen beide Schnecken ihre weißen, ovalen Eier mit einer kräftigen Kalkschale – aber ohne die für Powelliphanta charakteristische Cuticula – in Laubstreu. Pro Jahr werden nur ungefähr 6 Eier gelegt. Die Schnecken können etwa 20 Jahre alt werden.

## Ernährung
Die Schnecken der Gattung Paryphanta ernähren sich als Raubschnecken überwiegend von Regenwürmern, die sie mithilfe der Radulazähne festhalten und in ihren Mund ziehen. Daneben werden auch Schnecken erbeutet, insbesondere aus der Gattung Athoracophorus.

## Systematik
Die zahlreichen Arten der Gattung Powelliphanta, wurden früher zur Gattung Paryphanta gezählt, mit deren Vertretern sie eng verwandt sind. Heute werden nur noch zwei Arten zur Gattung Paryphanta gezählt: Paryphanta busbyi und Paryphanta watti, die in den Gebieten von North Cape bis West Auckland vorkommen. Dabei tritt Paryphanta watti nur im äußersten Norden dieses Gebietes bei Kaeo auf. Diese Art ist viel dunkler und oft auch kleiner als Paryphanta busbyi, doch kann sie auch deren Größe erreichen, wenn sie alt genug wird.

## Trivialname in Neuseeland
Die Schnecken der Gattung Paryphanta werden in Neuseeland als kauri snails oder pupurangi bezeichnet. Sie dürfen nicht mit den als Kaurischnecken bezeichneten Meeresschnecken verwechselt werden.